# Kasteel Brakel
Kasteel Brakel is een middeleeuwse kasteelruïne in het dorp Brakel (gemeente Zaltbommel in de Nederlandse provincie Gelderland). Het ligt ongeveer 300 meter ten zuidwesten van de hervormde kerk, in het vroeg-19e-eeuwse park van het huidige Huis Brakel dat dateert uit 1768. 
Bij de aanleg van het park is de ruïne bewust als landschappelijk element opgenomen. De toen en nu zichtbare resten dateren van het 15e-eeuwse kasteel, maar daaronder zijn resten van een mogelijk 14e-eeuwse burcht te vinden. Volgens overlevering zou er al in 870 een versterkt huis gestaan hebben.
Het Huis Brakel, waarvan het park is aangelegd om de ruïne heen, wordt gebruikt voor evenementen, als trouwlocatie van de gemeente Zaltbommel en als vergaderlocatie.

## Bouwkundig
Het was een vierkante waterburcht, met een rechthoekig woongebouw aan de zuidkant en twee ronde hoektorens, die met drie weergangen een binnenplaats omsloten. In de noordmuur bevond zich de ingang. Naast deze ingang lag een donjon. In het noordelijk deel (waar de ingang was) bevond zich de voorburcht met een ommuurd plein en een poortgebouw aan de noordzijde, ook was er een ronde toren op de noordwesthoek. Van de ruïne zijn het woongebouw en de hoektorens nog zichtbaar. De grachten zijn deels aanwezig. Het kasteel zou in 1321 door blikseminslag verbrand zijn en na de wederopbouw in 1407 weer verwoest worden door troepen van graaf Willem VI van Holland. Op 11 september van het rampjaar 1672 werd het kasteel door de Franse troepen opgeblazen, omdat de opgelegde brandschatting niet was voldaan. Het is hierna niet meer herbouwd.

## Eigenaren
In 1260 en 1265 was ridder Eustachius van Brakel, getuige van de heer van Altena. In 1321 werd het kasteel door Eustachius en zijn zoon Steesekin voor het eerst aan de graaf van Gelre in leen opgedragen. Adriana van Brakel werd in 1439 met kasteel en heerlijkheid beleend; aangezien ze gehuwd was met Johan van Broeckhuysen van Ammerzoden heer van Waardenburg en Ammerzoden, kwam het in deze familie. In 1583 kwam het door vererving aan het geslacht Van Aeswijn, in 1669 aan de familie Van Mathenesse en een jaar later al aan de familie Pieck. Deze verkocht het vervolgens aan dominee Wilhelmus Wilhelmius (die het nieuwe Huis Brakel in 1768 liet bouwen). Rond 1800 werd de familie Van Dam eigenaar, die sindsdien Van Dam van Brakel heet.
Momenteel is de ruïne in handen van de stichting Het Geldersch Landschap en de Stichting Vrienden der Geldersche Kasteelen.

## Bedreigde ruïne
Rond 2010 wilden de twee hiervoor genoemde stichtingen onderhoud verrichten aan het metselwerk op de waterlijn. De gemeente Zaltbommel had evenwel bezwaar tegen het onder water aanbrengen van een betonnen werkvloertje om bij deze werkzaamheden het metselwerk op te kunnen vangen. Overleg met de gemeente leidde tot overeenstemming over de manier van werken en het metselwerk op de waterlijn werd geconsolideerd en hersteld. 
Aalst · Aardenburg · Acquoy · Aerdt · Agistaldaburg · Ahof · Aldenhaag · Aller · Ambe · Ammersoyen · Ampsen · Andelst · Angeroyen · Appelburg · Appelse walburg · Appeltern · Arler · Baak · Babberich · Baer · Baerle · Bakerbosch · Balgoij · Barlham · Batenburg · Beek · Beerenclaauw · Bemmel · Bevervoorde · Bergh · Biljoen · Bingerden · Blankenborg (Laren) · Blankenborg · Blauwe Huis · Blokhuis (Ravenswaaij) · Boelenham · Boetselaersborg · Borculo · Boswaai · Brakel · Den Brakel · Den Bramel · Bredevoort · Broekhuizen · Bronkhorst · Bruchem · Bruinhorst · Brunsberg · Bulkestein · Bunswaard · Burcht van Tiel · Buren · De Buurse · Byland · Byvanck · Caetshage · Camphuysen · De Cannenburch · de Cloese · Coldenhove · Culemborg · Dedinckweerd · Delwijnen · Didam · Diepenbroek · Hof te Dieren · Huis Dijck · Dikke Tinne · Doddendaal · Dodewaard · Doornenburg · Doornik · Doorwerth · Dooyenburg · Dorth · Doseburg · Drakenburg · Dreumel · Druten · Duivelshuis · Eerbeek · De Ehze · Elburg · Eldrik · Emmerik · Engelenburg · Groot Engelenburg · Engelrode · Enghuizen · Enspijk · De Essenburgh · Essenpas · Est · Fokkinck · Gameren · Geerestein · Geldermalsen · De Gelderse Toren · Geldersweerd · Gellicum · Gendt · Gennepestein · Glindhorst · Goudenstein · ‘s-Grevenhoef · Groot Hell · Groenlo · Groesbeek · Huis te Groesbeek · Grunsfoort · Gulden Spijker · Hackfort · Hackforts Veenhuis · Hagen · Hagevoort · Hamerden · Hanepol · Harreveld · Harslo · Hassink · Het Haveke · Hedel · Heeckeren · De Heegh · Hees · De Heest · Hellouw · Hemmen · Hernen · Motte van Hernen · Heumen · Heusden · Hoekelum · Hoekenburg · De Hoeve · De Hof · Hof d'Ooy · Hof van Arkel · Huis het Holt · Holthuis · Het Holtslag · Ter Horst · Houberg · St. Hubertus · Huissen · Hulhuizen · Hulkestein · Hulsen · Hunneschans bij De Duno · Hunneschans bij Uddel · Jonker Bloo · 't Joppe · De Kamp · Karssenberg · Kemnade · Keppel · Kermestein · Kernhem · Kervel · Kiefskamp · De Kinkelenburg · Klein Enghuizen · Kleverburg · Kortenhoeve · Laag Helbergen · Lakenburg · Landfort · Langen · Latenstein · De Lathmer · Lathum · Ter Lede · Leegpoel · Leemcuyl · Leeuwen · Leeuwenbergh · Lensenburg · Lent · Leur · Leuvenum · Leyenburg · Lichtenvoorde · Lievenstein · Loenen · Loevestein · Loil · Loowaard · Luynhorst · Hof te Maasbommel · Magerhorst · Malburgen · Malderburcht · Malsen · Manhorst · Marhulsen · De Marsch · Marveld · Mathena · Maurik · Medel · Medestein · 't Medler · Meinerswijk · De Mellard · Mensink · Mergelp · Meteren · 't Meyerink · Middachten · Millingen · Mussenberg · Nagelhorst · Nederhagen · Nederhemert · Neerijnen · Huis Neerijnen · De Nesch · Nettelhorst · Nieuwe Blokhuis ·  Nijburg · Nijenbeek · Old Putten · Notenstein · Nye Huis · Olde Spijker · Oldenaller · Oldenhof (Driel) · Oldenhof (Heteren) · De Ooij · Oolde · Oud Oolde · Oosterhout · Ophemert · Opijnen · Oud Ampsen · Oude Blokhuis · Het Oude Loo · Oude Voorst · Oudenborch · Oud-Wisch · Huis te Overasselt · Overeng · Overhagen · Overlaar · 't Oye · Palmestein · De Parck · Persingen · Plekenpol · Ploen · Pluimenburg · Poederoijen · Poelwijck · Poelwijk · De Pol (Dreumel) · Huis de Poll (Huis te Gietelo) · De Poll (Huissen) · Pollenbering · Pollenstein · Puttenstein · Het Raasink · Ravenhorst · De Rees · Ressen · Reuversweerd · Reygersfoort · Rhijnestein · Huis Rijswijk · Rode Toren · Roode Wald · Rosande · Rosendael · Rossum · Rumpt · Ruurlo · Rijsselt · Schadewijk · Schaffelaar · Scherpenzeel · Schoonbroek · Schoonderbeek · Schoonenburg · Schuilenburg · Schuilkerke · Hof te Seelbeek · Sevenaer I · Sevenaer II · Sinderen (Oude IJsselstreek) · Sinderen (Voorst) · Slangenburg · Sleeburg · Slimsijp · De Snor · Soelen · Spaansweerd · Spaldorp · Spijk · Staverden · Sterkenburg · Swanepol · Tarthorst · Teisterbant (Kerk-Avezaath) · Teisterbant (Kerkdriel) · Ter Dicke · Tolhuis · Tolhuis (Tiel) · Tollenburg · Tongerlo · Toren van Wely · Tuil · Ubbergen · Uilenburg (Ewijk) · Uilenburg (Heteren) · Ulenpas · Ulft · Upladen · Valburg · Valkhofburcht · Valkhofpalts · Vanenburg · Varik · Hof te Varsseveld · 't Velde · Velhorst · Verwolde · Vierakker · De Voorst · Voorstonden · Vorden · Vosbergen · Vredenburg · Vredestein (Driel) · Vredestein (Ravenswaaij) · Vuren · Waardenburg · Waddestein · Wadenoijen · Waede · Wageningen · Walfort · 't Waliën · De Wardt · Watergoor · Watermeerwijk · Wayenstein (Huis te Herwijnen) · Well (Huis van Malsen) · Weijenrade · Westenburg · Westerholt · Weurt · De Wiersse · Wijenburg (Echteld) · De Wildenborch · De Wildt · Wilp · Wilperhorst · Winssen · Wisch · Wychen · Wolfswaard · Woolbeek · Yrst · IJzendoorn · Zeeland · Zilveren Spijker · Zuilichem · Zwaluwenburg · Zwanenburg (Heerde) · Zwanenburg (Megchelen)